# Давід Сакварелідзе
Давід Георгійович Сакварелідзе (нар. 15 вересня 1981, Тбілісі, Грузинська РСР, СРСР) — заступник генерального прокурора України (з 16 лютого 2015 по 29 березня 2016 року) та за сумісництвом прокурор Одеської області (з 16 вересня 2015 по 29 березня 2016 року). До цього був першим заступником головного прокурора Грузії (2008—2012), за п'ять років пройшовши шлях від рядового фахівця в судовому департаменті Мін'юсту Грузії. Народний депутат парламенту Грузії з 2012 по 2015 рік.

## Освіта
У 1999 році вступив на юридичний факультет Тбіліського державного університету імені Іване Джавахішвілі, який закінчив у 2004 році. У 2001—2002 навчався на факультеті політології Університету Святого Бонавентура (США), а у 2006—2007 роках — на факультеті регіонального управління Університету Тойо (Японія).

## Кар'єра в Грузії
Розпочав кар'єру з посади фахівця з правової експертизи в Міністерстві юстиції Грузії у 2003 році. Вже у тому ж році увійшов до складу Державної комісії з правових реформ та юридичної термінології Міністерства юстиції Грузії. У 2004—2005 був спочатку головним радником керівника відділу, а згодом головним консультантом департаменту Адміністрації президента Грузії, що займався підготовкою юридичних актів та експертиз. У 2005 році очолив генеральну інспекцію з охорони законності в міській мерії Тбілісі.
У 2007 році призначений спершу головним заступником апарату Генеральної прокуратури Грузії, а пізніше — прокурором країв Мцхета-Мтіанеті та Шида Картлі. У 2008 році став першим заступником головного прокурора Грузії. У 2008—2009 роках за сумісництвом був першим заступником головної прокуратури Тбілісі. За участі Сакварелідзе в Грузії була криміналізована сама приналежність до «злодіїв у законі», впроваджено процесуальну угоду, проводилася політика нульової толерантності до корупції з конфіскацією незаконного майна та прийнято новий кримінально-процесуальний кодекс, що передбачає суди присяжних.
У 2012 році залишив прокуратуру й був обраний депутатом парламенту Грузії від «Єдиного національного руху».

## Кар'єра в Україні
На початку 2015 року прибув в Україну на запрошення Адміністрації Президента, отримав українське громадянство і був одним із ключових кандидатів на пост Голови Антикорупційного бюро, однак конкурсна комісія відхилила його кандидатуру через незнання української мови. У лютому 2015 року Сакварелідзе призначили заступником генерального прокурора Віктора Шокіна. У його сферу відповідальності увійшла кадрова політика в ГПУ, всі питання, пов'язані з євроінтеграцією, а також реформування органів ГПУ.
Крім цього, Сакварелідзе відповідає за процес люстрації в Україні. Під час перевірки Генпрокуратури України в цілому було виявлено 387 люстраційних посад. Станом на березень 2016 роки не було люстровано жодного працівника прокуратури.
Станом на літо 2015 року щомісячна зарплата Сакварелідзе, за його власним твердженням, становила близько 6 тисяч гривень (менше $ 250). Однак влітку 2015 Давид Сакварелідзе з'явився у Верховній Раді з елітними швейцарськими годинником Zenith вартістю в 120 тисяч гривень.
16 вересня 2015 року Давід Сакварелідзе призначений Генеральною прокуратурою України на посаду прокурора Одеської області.
29 березня 2016 року, генеральний прокурор Віктор Шокін, за декілька годин до голосування у Верховній раді про його відставку, звільнив Давіда Сакварелідзе з посади заступника Генерального прокурора України — прокурора Одеської області та з органів прокуратури. Одночасно був виданий наказ про притягнення до дисциплінарної відповідальності Сакварелідзе «за грубе порушення правил прокурорської етики, втручання у непередбаченому законодавством порядку у службову діяльність іншого прокурора, скоєння проступку, який порочить працівника прокуратури, невиконання та неналежне виконання службових обов'язків».

### Справа діамантових прокурорів
Разом з головою СБУ Василем Грицаком 6 липня 2015 року Давід керував операцією затримання заступника начальника Головного слідчого управління Генеральної Прокуратури України Володимира Шапакіна та заступника прокурора Київської області Олександра Корнійця. В результаті слідчих дій у чиновників було виявлено загалом близько $500 тис., а також коштовності та цінні папери, в тому числі незареєстровану вогнепальну зброю і боєприпаси та 35 пакетів з діамантами загальною кількістю 65 каменів.
З першого ж дня після затримання «діамантових прокурорів» з боку в.о. Генпрокурора Володимира Гузиря та інших найвищих представників ГПУ був розпочатий тиск у грубій формі (залякування, погрози, перешкоджання слідству, намагання його дискредитувати в ЗМІ, введення ЗМІ в оману спростовуючи тиск на слідчих) на Давіда Сакварелідзе та на групу слідчих і прокурорів у цій справі.
24 березня 2016 року Давід Сакварелідзе разом з групою слідчих і прокурорів у справі повідомив про ділові зв'язки генпрокурора Віктора Шокіна і «діамантових» прокурорів, а також про його палке заступництво за «діамантових прокурорів» та намагання генпрокурора загальмувати і паралізувати хід кримінальної справи. Того ж дня стало відомо, що генпрокурор Віктор Шокін під приводом реорганізації відомства звільнив з ГПУ слідчих, які займалися справою «діамантових прокурорів».

## Зникнення коштів для реформи прокуратури
У березні 2016 року ГПУ анонсувала відкриття справи для перевірки факту розкрадання виділених США коштів на роботу заступника генпрокурора Давида Сакварелідзе з реформування органів прокуратури. З даного питання в Генпрокуратуру зверталися народні депутати. Крім того, близько 50 парламентаріїв звернулися в сенат США.
Як заявив прокурор Генпрокуратури Владислав Куценко, мова йде про розкрадання в одному випадку $200 тис., в іншому — про $2 млн.
Справу буде відкрито за статтею 191 (привласнення, розтрата майна або заволодіння ним шляхом зловживання службовим становищем) Кримінального кодексу.
Звинувачення ГПУ на адресу Сакварелідзе в нецільовому використанні $ 20 млн, виділених США на розробку тестів на посади місцевих прокурорів, вперше пролунали 12 серпня 2015 року.
Сам же Д. Сакварелідзе каже, що ніякого переказу грошей не було. «Не було цих двох мільйонів. Це маячня. Був підписаний меморандум про співпрацю. Соромно не відрізняти меморандум про взаємодію і співпрацю з міжнародною організацією від конкретного контракту, за яким переказуються конкретні гроші. Нехай питають мене, американців, що відповідають за це все, ЄС, британське посольство. Я пропонував пояснити їм, як працює ця система», — заявив він.
Д.Сакварелідзе заявив, що доступу до цих коштів у них не було, а історія із грішми США для реформування органів прокуратури є черговою спробою дискредитувати його команду. «Я здивувався, коли мене запитували: Давиде, а де гроші, чому вони не на нашому рахунку? Я говорив, що вони і не повинні бути на нашому рахунку. Є проект, і вони фінансують цей проект», — пояснив він.
Посол США в Україні Джеффрі Пайєтт вказав, що $200 тис. надали Організація економічного співробітництва та розвитку на розробку тестів для співробітників органів прокуратури, а ще $ 2 млн — для Міжнародної організації з розвитку і права, щоб надалі використовувати в реформі прокуратури. «Те ж стосується допомоги США для патрульної поліції, іншої судової реформи і проектів з верховенства права», — додав Пайетт. Він також підкреслив, що США хочуть бачити від Генеральної прокуратури України реальну боротьбу з корупцією, а не «відкритий і агресивний спротив реформам».

## Нагороди
- 2008 — Орден Честі (Грузія)[17]
- 2011 — Президентський орден Сяйво (Грузія)[18]